# Kazimierz Łaski
Kazimierz Łaski (ur. 15 grudnia 1921 w Częstochowie, zm. 20 października 2015 w Wiedniu) – polsko-austriacki ekonomista postkeynesowski, specjalizujący się w zagadnieniach makroekonomicznych oraz transformacji gospodarczej.

## Życiorys
Urodził się w rodzinie żydowskiej jako Hendel Cygler. W okresie wojennym należał do Gwardii Ludowej. Uczestniczył w powstaniu warszawskim. Od 1945 do 1950 pracował w Ministerstwie Bezpieczeństwa Publicznego, w którym od stanowiska referenta doszedł do funkcji naczelnika wydziału w Departamencie IV MBP. Służbę zakończył w stopniu majora. W 1950 został oddelegowany do dyspozycji KC PZPR i skierowany do Instytutu Kształcenia Kadr Naukowych (IKKN). W tym samym roku ukończył studia w Akademii Nauk Politycznych, a w 1954 r. obronił doktorat w IKKN. Do 1968 r. zatrudniony w Szkole Głównej Planowania i Statystyki, gdzie pełnił funkcje m.in. dziekana, prorektora oraz kierownika Katedry Ekonomii Politycznej na Wydziale Handlu Zagranicznego w okresie, gdy w katedrze pracował Michał Kalecki. Wykładał także w Instytucie Nauk Społecznych przy KC PZPR i w Wyższej Szkole Nauk Społecznych przy KC PZPR. W latach 1966–1967 współpracował z École pratique des hautes études (EPHE) w Paryżu.
W wyniku wydarzeń marcowych 1968 pozbawiony profesury i kierownictwa katedry oraz zdegradowany do stopnia szeregowca w ramach struktur wojskowych, wyemigrował do Austrii. Znalazł zatrudnienie w Austriackim Instytucie Badań Gospodarczych (WIFO, 1969–1971), a następnie na Uniwersytecie Johannesa Keplera w Linzu, gdzie pozostał na stanowisku profesora zwyczajnego do 1991. W latach 1991–1996 pełnił funkcję dyrektora naukowego Wiedeńskiego Instytutu Międzynarodowych Studiów Ekonomicznych (WIIW), z którym współpracował później w charakterze konsultanta naukowego.

## Wybrane publikacje
- Mity i rzeczywistość w polityce gospodarczej i w nauczaniu ekonomii, INE PAN i Fundacja Innowacja, Warszawa 2009
- Od Marksa do rynku, Wydawnictwo Naukowe PWN, Warszawa 1992 (z Włodzimierzem Brusem)